# 布吉尼翁苏蒙巴万
布吉尼翁苏蒙巴万（法語：Bourguignon-sous-Montbavin，法語發音：[buʁɡiɲɔ̃ su mɔ̃bavɛ̃]，意为“蒙巴万下方的布吉尼翁”）是法国上法蘭西大區埃纳省的一个市镇，属于拉昂区。

## 地理
布吉尼翁苏蒙巴万（49°31'41"N, 3°32'29"E）面积1.92 平方千米，位于法国上法蘭西大區埃纳省，该省份为法国北部内陆省份，北起北部省，西接索姆省和瓦兹省，东临阿登省和马恩省，西南至塞纳-马恩省，东北部与比利时接壤。
与布吉尼翁苏蒙巴万接壤的市镇（或旧市镇、城区）包括：蒙昂洛努瓦、蒙巴万、鲁瓦约库尔和谢尔韦、沃塞勒和贝夫库尔。
布吉尼翁苏蒙巴万的时区为UTC+01:00、UTC+02:00（夏令时）。

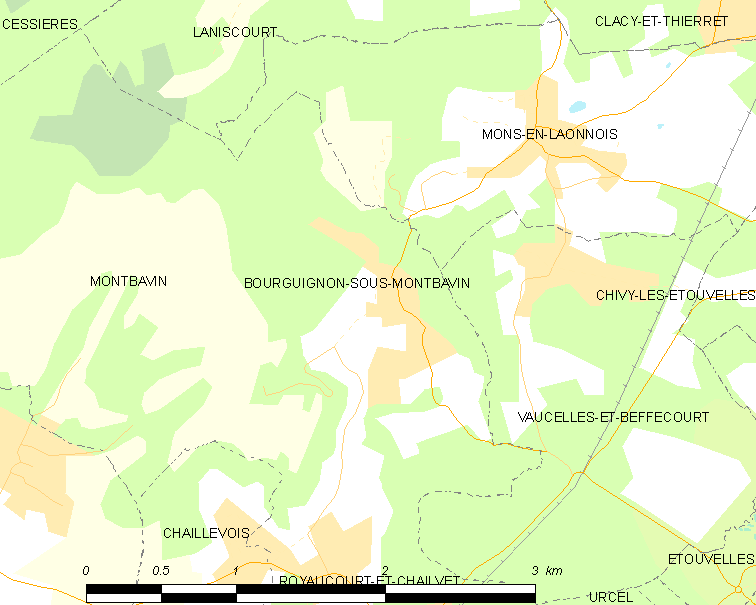
布吉尼翁苏蒙巴万的OSM定位图

## 行政
布吉尼翁苏蒙巴万的邮政编码为02000，INSEE市镇编码为02108。

## 政治
布吉尼翁苏蒙巴万所属的省级选区为拉昂第一县。

## 人口

1962-2008年间布吉尼翁苏蒙巴万人口变化图示

布吉尼翁苏蒙巴万于2022年1月1日时的人口数量为146人。